# Feo-Gasy
Feo-Gasy est un groupe de Madagascar qui interprète une musique traditionnelle, le ba-gasy, le foklore du peuple Merina, des hautes terres rurales du centre autour de la capitale Antananarivo. C'est une musique douce à plusieurs voix accompagnée d'instruments acoustiques dont la guitare.

## Biographie
Le groupe est fondé en 1994 par le guitariste superstar Erick Manana et comprenait jusqu'à sa mort en 2001 l'emblématique joueur de sodina Rakoto Frah, le seul musicien malgache à avoir jamais figuré sur la monnaie locale.

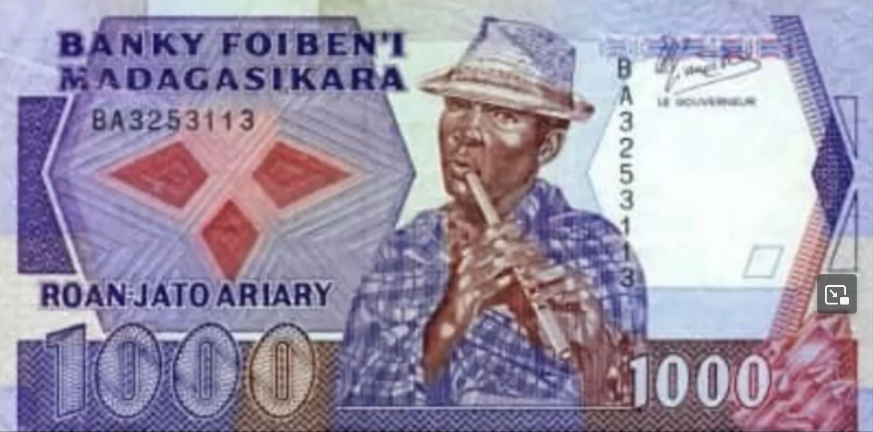
Billet malgache avec la représentation de Rakotofrah.

Le groupe est initialement composé du guitariste acoustique et chanteur Erick Manana, du joueur et chanteur de sodina (flute) Rakoto Frah, du chanteur et guitariste Jean-Colbert Ranaivoarison (« Kolibera »), des chanteurs Famantsoa Rajaonarison (« Fafah ») et François-Daniel Rabeanirainy (« Beny »), et du joueur de valiha (cithare tubulaire) Bariliva Rasoavatsara, mort en décembre 2012.

## Discographie
| Titre      | date | Label   | Pistes (durée) |
| ---------- | ---- | ------- | -------------- |
| Ramano     | 2000 | Daqui   | 12 (43'55")    |
| Tsofy Rano | 1996 | Mélodie | 12 (43'55")    |